# Combate de Arequipa
El combate de Arequipa fue un enfrentamiento bélico de la guerra de independencia peruana, ocurrido el 8 de octubre de 1823 en la ciudad de Arequipa, durante el cual la caballería independentista al mando de los generales Sucre y Miller que había quedado en la ciudad tras el reembarque de su infantería fue sorprendida y derrotada por las fuerzas realistas al mando de los brigadieres Ferraz y Antonio Tur.

## Antecedentes
Tras el pedido de ayuda solicitado por el gobierno peruano al general Simón Bolívar los primeros meses de 1823, este envió al Perú una división grancolombiana de 3.000 soldados al mando del general Sucre (a la que se sumaría después otra división de la misma fuerza). Tras ser proclamado por el congreso peruano como Jefe Supremo Militar, Sucre se desplazó al sur en apoyo de las fuerzas peruanas del general Andrés de Santa Cruz que operaban contra los realistas en la que se conoce como Segunda Campaña de Intermedios.
La expedición al mando de Sucre se componía de aproximadamente 3.000 hombres, en su mayoría colombianos a excepción de la caballería, pertenecientes a los siguientes cuerpos:
| Comandante en Jefe - General Antonio José de Sucre Oficialidad - General Guillermo Miller - General Francisco Antonio Pinto - General Jacinto Lara Colombianos: - Batallón Pichincha - Batallón Vencedores - Batallón Voltígeros - Escuadrón de caballería Dragones de Colombia (50 hombres) Chilenos: - Batallón Nro. 4 (en esqueleto tras la batalla de Moquegua) - Compañía de Artillería - Escuadrón de caballería Dragones de Chile (180 hombres) Peruanos: - Escudrón de caballería Guías de Riva Agüero (120 hombres) |

Por órdenes de Bolívar los húsares de Riva Agüero (posteriormente Húsares del Perú) fueron relevados por los Dragones de Chile (cuerpo de refuerzo que había llegado al Callao en noviembre de 1822) pues era voluntad del libertador que todas las unidades chilenas fueran desplazadas al sur, donde se esperaba que prontamente arribara de Chile una numerosa expedición de refuerzo.
Tras zarpar del Callao el 4 de julio la caballería al mando de Miller desembarcó en Chala, en la costa del departamento de Arequipa, el 21 del mismo mes. El 7 de agosto el teniente coronel Pedro Benigno Raulet que mandaba la caballería peruana sostuvo una escaramuza con la retaguardia del general Valdés que se dirigía al Alto Perú a batir a Santa Cruz, pero pese a la distracción este no detuvo su marcha.
Continuando con su travesía por tierra Miller arribó al valle de Siguas el 26 de agosto donde encontró a Sucre que había desembarcado su infantería en la caleta de Quilca, tras avanzar por el valle de Vitor, la vanguardia del ejército libertador ocupó Arequipa el 30 de agosto luego que la guarnición realista de 800 hombres al mando del coronel Mateo Ramírez evacuara la ciudad. A su entrada a Arequipa, con el grueso del ejército el 31 de agosto, Sucre fue recibido con júbilo por la parte de la población partidaria de la independencia mientras que los civiles realistas mantenían una notable distancia.
Por aquel entonces las tropas peruanas de Santa Cruz ocupaban parte significativa del Alto Perú y tras una favorable, aunque estratégicamente indecisa, batalla en Zepita se retiraron a Oruro a reunirse con el resto del ejército mandado por Agustín Gamarra. Los realistas sin embargo, habían agrupado también sus fuerzas, uniéndose los ejércitos del general Canterac, el virrey la Serna y el general Olañeta proveniente de Potosí, ahora en situación desventajosa el ejército de Santa Cruz se retiró a la costa siendo perseguido muy de cerca por el del Virrey perdiendo en la marcha muchos hombres y equipos, los realistas la llamaron la campaña del Talón.
Cuando el general Sucre, cuyas avanzadas habían ocupado Puno, tuvo conocimiento de estas noticias contramarcho también primero a Cangallo en la ruta de Moquegua, donde se entrevistó con Gamarra y Santa Cruz quienes se retiraban al puerto de Ilo, y luego a Arequipa ciudad a la que regresó el 29 de septiembre, el 1.º de octubre antes de la evacuación general de su infantería Sucre dirigió a los pueblos de Arequipa esta proclama:

Arequipeños: Os hablo por la primera vez. Mi lenguaje será el del dolor cuando me despido de vosotros. El ejército unido piso vuestro territorio entre el júbilo de los patriotas ilustres y de los corazones amantes del Perú. La acogida generosa que le habeís prestado y el respeto debido a los pueblos me exigen ahora una ligera manifestación de los sucesos que obligan a este ejército a desampararos llevando cada soldado el sentimiento de no haber vertido su sangre por vosotros...

Tras enumerar y criticar los desaciertos de la campaña de Santa Cruz y la imposibilidad de hacer frente con las tropas a su mando al grueso del ejército real, Sucre finaliza dirigiendo a los españoles (realistas) de la ciudad las siguientes palabras:

...Si mientras el ejército libertador vuelve nuevamente sobre estas provincias y observáis una conducta menos franca, acordaos que nuestra causa es la causa de los pueblos contra sus tiranos y que jamás los déspotas subyugaron a los hombres que resolvieron ser libres. Temed la venganza.

Mientras tanto los realistas, después de lograr el desbande de Santa Cruz, dirigieron sus miradas a la división de Sucre estacionada en Arequipa. En los días siguientes el ejército real avanzó a marchas forzadas con intención de batir a Sucre llegando a Apo, punto ubicado a pocas leguas de la ciudad. El 7 de octubre, Ferraz donde tuvo conocimiento que ya la infantería enemiga había salido para la caleta de Quilca, donde esperaban sus buques; pero que su caballería, a excepción de los dragones colombianos compuesta por 320 soldados en tres escuadrones a las órdenes del general Miller y del mismo Sucre, aún permanecía en la urbe.

## El combate
Confirmadas estas noticias y tras dar un descanso a sus tropas, el virrey ordenó que el brigadier Valentín Ferraz atacara y batiera a los independentistas que aún ocupaban Arequipa. Para ello dispuso la salida de tropas escogidas compuestas 150 soldados de caballería divididos en tres mitades de granaderos de la Guardia, una de la escolta del virrey y otra de Cazadores dragones, y dragones Americanos más 250 infantes de los batallones de Gerona, Victoria, Cazadores, Centro y Cantabria al mando del Coronel de este último cuerpo, el brigadier Antonio Tur.
A las primeras horas del día 8 las avanzadas independentistas divisaron en Cangallo a la fuerza realista en movimiento dando la alarma a Sucre y al resto de sus tropas, al llegar Ferraz a las inmediaciones de la ciudad divisó a la cabllería independentista convenientemente formada por lo que mando entonces una columna a atacar por la calle que conduce al puente sobre el río Chili, mientras que él con el resto de la fuerza atacaría de frente atravesando la ciudad. Al desembocar en la plaza y antes de que pudiera desplegarse convenientemente la columna que avanzaba sobre el puente fue atacada por el escuadrón Guías que mandaba Raulet quien antes de recibir órdenes se lanzó sobre la caballería realista, logrando arrollarla y obligándola a retroceder pero reforzada esta por dos compañías al mando del mismo Ferraz fue luego superado y su escuadrón destrozado siendo rechazado hacia el puente de la ciudad con muchas bajas.

El teniente coronel Raulet y su escuadrón con mucho valor disputó la entrada al enemigo pero fue rechazado con considerable perdida y conducido a la ciudad. Los patriotas hicieron algunas cargas galantes pero fueron finalmente expulsados. 
Memorias del General Miller

No vacile un momento en atacarlos y para ejecutarlo con más ventaja dispuse que el teniente coronel ayudante de EMD Francisco Valle con la mitad de cazadores dragones y dragones americanos, sostenida por 50 cazadores de Cantabria al mando de su capitán Carbalan, marchase por una de las calles de la izquierda que se dirige al puente... La mitad de cazadores y dragones que salió a la plaza antes de tiempo... fue cargada por tres enemigas que la obligaron a retroceder por la calle del Comercio... cargué con decisión a los que venían por el frente (arrollando a la compañía de cazadores) que fueron completamente batidos por nuestros valientes granaderos y perseguidos por diferentes calles hasta el puente. Parte del brigadier Ferraz

Diezmado el escuadrón peruano y mientras Ferraz con el grueso de la caballería realista avanzaba combatiendo por las calles San José y del Comercio (hoy Mercaderes) Miller se reunió con Sucre en la plaza de armas quien le confió entonces el mando de la retaguardia que ahora según Miller había sido reducida a 140 jinetes tras los primeros combates.
Paralelamente a los combates que tenían lugar en la ciudad los civiles realistas aprovecharon la oportunidad para manifestar su apoyo a las fuerzas reales:

Su entusiasmo llegó a punto que batiéndose los contendientes en la plaza mayor y en las calles, y antes de declararse por ningún lado la victoria, apareció el retrato del rey expuesto en el balcón de las casas capitulares y se oyeron los más expresivos vivas a Su Majestad confundidos con el ruido de un repique general de campanas... Hasta el bello sexo, naturalmente tan tímido como compasivo, se lanzaba con precipitación a las calles a recoger y prestar prontos socorros a los heridos sin distinción de amigos y de enemigos. Semejante humana conducta merecerá siempre los mayores elogios. Memorias del General García Camba

Con estos restos de su caballería Miller evacuó la ciudad con dirección a Uchumayo siendo perseguido en todo momento por los granaderos de la guardia al mando de Ferraz cuya infantería había quedado en la ciudad, tras cruzar el puente de Uchumayo Miller divisó que solo 100 jinetes realistas le seguían el paso de los que solo 39 se encontraban devidamente formados por lo que a favor de esta superioridad numérica ordenó cargar a los dragones de Chile mandados por el comandante Castañón, según las crónicas del viajero inglés Robert Proctor este cuerpo estaba formado por malos elementos de la sociedad chilena y no se caracterizaba por su disciplina siendo que era conocido irónicamente como "los inocentes" debido a las tropelías que cometía en campaña, para empeorar las cosas los soldados chilenos no sabían manejar las lanzas con las que estaban armados y cargados a su vez por los granaderos realistas fueron completamente derrotados y puestos en fuga.

Observando que los enemigos que nos perseguían desde Arequipa, no ascendían a 100 caballos (cuando más) y nuestras fuerzas llegaban hasta casi el doble en número, dispuse una carga de dos leguas de aquí.

Al efecto formaron los dragones de Chile en tres pelotones, los húsares de Raulet quedando una cuadra a retaguardia de reserva. Nuestra tropa estaba bien formada y ocupaba una posición ventajosa. El enemigo tenía solamente un pelotón de 39 hombres formados, los restos se retiraron por la marcha de flanco con el objeto de mejor situarse. En este favorable momento dimos la carga pero tal era la cobardía de nuestros soldados que todos volvieron caras y huyeron con el mayor desorden de 39 enemigos...No puedo culpar ningún oficial. Todos que observe se portaron bien. El comandante Castañon con otros penetraron las filas enemigas. La tropa sin embargo de este ejemplo se dispersó como por mágico.
Parte del general Miller a Sucre

Miller diría después que sus hombres "habían sido abatidos por acontecimientos, que en la otra mano, habían arrojado a los realistas con más valor de lo habitual". Durante la persecución el mismo Miller estuvo a punto de ser capturado por los granaderos realistas, incluso algunos de ellos que probablemente habían servido en el ejército independentista le reconocieron en su huida y tras saludarlo le solicitaron que se rindiera pero Miller que iba bien montando logró evadir todos sus intentos para cercarlo rechazando además sus propuestas de rendición, finalmente los realistas detuvieron la persecución por el cansancio de sus caballos a los que incluso habían relevado con los tomados a los muertos y prisioneros enemigos. Miller tras referir estos últimos sucesos señalaría, en sus memorias, que sus perseguidores no realizaron ningún tiro de carabina contra su persona a pesar de hallarse relativamente a corta distancia de ellos.
Las bajas independentistas ascendieron a 52 muertos y 166 heridos y prisioneros entre estos últimos el comandante Castañón del escuadrón Dragones de Chile y 5 oficiales. Castañón era un oficial español que había desertado del ejército realista en Costa Firme, según el historiador chileno Gonzalo Bulnes era un "oficial muy distinguido que murió en la prisión."
Los realistas capturaron como botín 142 caballos ensillados, 98 carabinas, 120 cartucheras, más de 100 sables, 60 lanzas y tres clarines, el número de bajas sufridas no es consignado en la bibliografía abajo señalada.

## Consecuencias
Acompañado de un reducido grupo de oficiales y soldados Miller llegó a Quilca, de donde marchó a Lima vía Camaná en donde según él, conoció a la bella musa del poeta peruano y prócer de la independencia Mariano Melgar a quien fusilaran los realistas tras la batalla de Umachiri.
Los generales Sucre, Lara y Alvarado se embarcaron en Quilca con el resto de la infantería. El grueso ejército real al mando del virrey ocupó Arequipa el 10 de octubre. El 16 del mismo mes el general Olañeta destruyó la montonera patriota del comandante José Miguel Lanza en el Alto Perú tomándole además 500 hombres de tropa y 31 oficiales junto con gran cantidad de equipos y armas. Al concluir el año de 1823 las tropas reales se encontraban nuevamente en situación victoriosa.

## Información adicional
En 1865, en plena efervescencia popular por la revolución del general Mariano Ignacio Prado en Arequipa que desembocaría en la guerra con España, quisieron las circunstancias que un grupo de peones que realizaban una excavación en el Hospital de San Juan de Dios, encontrara los cadáveres de 12 soldados patriotas caídos en el combate del 8 de octubre de 1823, los cuales fueron trasladados con gran pompa al cementerio por el pueblo arequipeño.